# Jair da Costa
Jair da Costa (Santo André, 1940. július 9. – 2025. április 26.) világbajnok brazil válogatott labdarúgó.
A brazil válogatott tagjaként részt vett az 1962-es világbajnokságon.

## Sikerei, díjai

### Játékosként
Santos
- Paulista bajnok (1): 1973

Internazionale
- Bajnokcsapatok Európa-kupája (2): 1963–64, 1964–65
- Olasz bajnok (4): 1962–63, 1964–65, 1965–66, 1970–71
- Copa Libertadores (2): 1962, 1963
- Interkontinentális kupagyőztes (2): 1964, 1965

Brazília
- Világbajnok (1): 1962